# Gersonitas
Los Gersonitas eran una de las cuatro divisiones principales entre los levitas en tiempos bíblicos. La Biblia afirma que todos los gersonitas descendían del epónimo Gersón, hijo de Leví (que no debe confundirse con Gersón, hijo de Moisés), aunque algunos eruditos bíblicos consideran que se trata de una metáfora posdictional que proporciona una etiología de la conexión del clan con otros en la confederación israelita. 
La Biblia enumera dos divisiones familiares principales de los gersonitas, los libnitas y los simeítas (Números 3:21).
La Biblia atribuye una función religiosa específica a los gersonitas, a saber, el cuidado de las cortinas, los tapices y las cuerdas del santuario.  Esta diferenciación de la actividad religiosa entre los gersonitas y otros levitas, en particular los aaronitas, solo se encuentra en el Código sacerdotal, y no en pasajes que los eruditos textuales atribuyen a otros autores.
Según el Libro de Josué, en lugar de poseer un territorio continuo, los gersonitas poseían varias ciudades repartidas por las regiones geográficas de Galilea y Basán:
- en el territorio de la tribu de Manasés: Golán, y Beeshterah[6]
- en el territorio de la tribu de Isacar: Quisón, Dabareh, Iarmuti, y En-gannim
- en el territorio de la tribu de Aser: Mishal, Abdon, Helkath, y Rehob
- en el territorio de la tribu de Neftalí: Cedes, Hammoth-dor, y Cohen